# Знания ТВ
Знания ТВ е бивш български телевизионен канал.Стартира на 10 март 2003 г., като първоначално носи името Есет ТВ. До 2005 г. каналът се излъчва по кабел и сателит, а до 2009 г. – само в мрежата на Cabletel. По нея се излъчват документални и научнопопулярни филми и образователни предавания. През 2009 г. Есет ТВ е закрита, а малко по-късно своята дейност преустановява и Знания ТВ.

## Екип
Първоначално генерален директор на телевизията е Владимир Христов, изпълнителен директор – Борис Ангелов, програмен директор – Емил Доцов, а редакционният екип се състои от Румяна Маринова, Ваня Жекова, Жени Доцева, Вида Пиронкова, Пламен Дачевски и Николай Василковски